# 호텔링의 법칙
호텔링의 법칙(Hotelling's law)은 사업 등에 있어서 최적 입지 조건을 설명하는 법칙이다.

## 실생활에서의 예시
이 현상은 대형 체인을 포함한 실생활에서 관찰이 가능하다.
- 맥도날드와 버거킹
- 맥도날드와 졸리비 (필리핀)
- 타깃 코퍼레이션과 월마트
- 로우스와 홈디포
- CVS와 월그린
- 홀 푸드 마켓과 트레이더조스

## 같이 보기
- 내시 균형
- 중위 투표자 정리
- 중심지이론